# Insektors
Insektors est une série télévisée d'animation 3D française en 26 épisodes de 13 minutes, produite par le studio Fantôme et diffusée à partir de décembre 1994 sur Canal+ puis rediffusée sur France 3.

## Synopsis
Sur la planète Karbone vivent deux peuples d'insectes que tout oppose.
Les premiers, les Beurks, sont des êtres sombres et déprimants, détestant par-dessus tout la lumière, la joie, la couleur et la musique. Ils vivent reclus dans une grande tour grise et terne, bâtie à l'intérieur d'une vieille souche moisie, au milieu d'un marécage froid et brumeux. Sous la tyrannique autorité de la cruelle reine Bakrakra et de son cupide premier ministre Krabo, ces tristes insectes travaillent comme des forçats pour alimenter en énergie leur sombre cité.
Les seconds, les Joyces, sont des insectes joyeux et colorés, grands amateurs de musique et de fêtes. Ils vivent heureux dans une forêt de fleurs multicolores, sous la sage gouvernance du Grand Artificier, et veillent à alimenter en pollen le Grand Prisme, cristal source de couleur et de vie, niché au sommet de la Grande Fleur.
Entre ces deux factions inconciliables couve depuis toujours un conflit sans fin. Les Beurks, rêvant de pouvoir enfin réduire leurs ennemis en esclavage, cherchent inlassablement à voler le bois de fleur pour nourrir leurs machines, tandis que les Joyces, armés de pollen coloré, tentent vaille que vaille de défendre leur territoire. 
L'origine de la guerre entre les deux clans est révélée dans l'épisode "Planète Karbone" : Autrefois, tous les habitants de la planète étaient des Beurks, jusqu'à ce qu'une météorite, qui s'avéra être le Grand Prisme, n'apporte la joie et la couleur. Les Beurks se divisèrent alors en deux clans : Ceux qui s'adaptèrent à cette nouvelle donne et devinrent les Joyces et ceux qui la refusèrent et continuèrent leur vie d'avant. 

## Personnages

### Joyces
- Fulgor : un jeune insecte ailé orange et jaune. Fils adoptif du Grand Artificier, il est le vaillant défenseur du monde coloré, le courageux héros du peuple joyce. Armé de sa guitare à couleurs hilarants et monté sur Patibus, il n'hésite pas à asperger les Beurks de peinture hilarants en cas de nécessité.
- Aelia : une jeune papillonne bleue. Fille du Grand Artificier, considérée par Fulgor comme sa sœur cadette, c'est une brillante scientifique qui ne rêve que de paix et d'amour.
- Le Grand Artificier : un vieux papillon mauve et blanc. Meneur du peuple joyce, il est respecté pour son savoir et sa sagesse. Il est chargé de maintenir le Grand Prisme en bonne santé, et reste toujours convaincu qu'un jour la paix sera possible entre les deux peuples.
- Patibus : un insecte mécanique bleue métallisé. Compagnon et monture de Fulgor, il sert de moyen de locomotion aérien, aquatique et terrestre, et s'exprime par des sifflements et des klaxons aigus.
- Spotty : une petite luciole mauve et bleue avec un ventre jaune lumineux. Assez grognon et susceptible, il est l'éclaireur et le messager des Joyces, et le compagnon de Fulgor. Comme Patibus, il s'exprime par onomatopées.
- Daltonio : une petite mouche verte et rouge. Assistant du Grand Artificier, plein de bonne volonté malgré son daltonisme et son cheveu sur la langue, il est chargé d'organiser les récoltes de pollen coloré, travail pour lequel son incapacité à distinguer correctement les couleurs lui pose régulièrement des problèmes.
- Le Grand Prisme : énorme cristal cubique lévitant sur son autel dans la salle au sommet de la Grande Fleur, il semble animé d'une vie propre, parcouru en permanence de pulsations colorées. Source d'énergie et de couleur, il est vénéré par les Joyces qui veillent à toujours l'alimenter en pollen coloré pour qu'il ne s'éteigne pas, ce qui entraînerait la fin du peuple joyce.
- Les butineuses : une nuée de petites abeilles. Elles sont chargées de récolter dans les fleurs de la forêt le pollen destiné au Grand Prisme.
- L'esquadron : une troupe de libellules turquoises qui défend la Cité Fleurie contre les attaques des Beurks.

### Beurks
- La Reine Bakrakra : une empuse grande et maigre. Froide et insensible souveraine du peuple beurk, qu'elle gouverne d'une main de fer, elle méprise ouvertement son premier ministre, Krabo. Sa grande frilosité oblige les Beurks à alimenter en permanence en bois de fleur le chauffage de la cité.
- Krabo : un cafard brunâtre, petit et dodu. Hargneux, irascible, cupide, fourbe et sournois, il est l'infâme premier ministre du peuple beurk, et porte le titre de Seigneur. Ne rêvant que d'écraser définitivement les Joyces, il est prêt à tout pour parvenir à ses fins. Doté d'un égo surdimensionné, il parle généralement de lui en employant le nous de majesté, n'hésite jamais à insulter copieusement ses subalternes à la moindre contrariété, et clame haut et fort qu'il se vengera chaque fois que ses projets diaboliques tombent à l'eau.
- Le Général Lukanus : un lucane gris foncé, au crâne orné d'une paire de grandes mandibules coupantes. Commandant des forces armées beurkes, il est le fervent admirateur et le fidèle serviteur de la reine, dont il est secrètement amoureux. Courageux patriote, il est prêt à tous les sacrifices pour prouver sa loyauté et son dévouement à sa souveraine bien-aimée.
- Le Prince Acylius : un jeune insecte brun, apparemment le seul Beurk ailé. Fils unique de la reine Bakrakra et héritier du trône, il ne rêve pourtant que de couleur, de musique et de joie. Romantique et mélancolique, considéré par Krabo comme un traître et un incapable, il tente inlassablement de s'échapper de la cité beurke en creusant des tunnels. Ami des Joyces, il est souvent accueilli à la Grande Fleur et devient au fil des épisodes le fiancé d'Aélia et le compagnon d'aventure de Fulgor. Révolté par les agissements de Krabo, il est l'un des seuls à pouvoir se permettre de le contredire. Son attitude ouverte et pacifique lui vaut régulièrement les foudres de sa mère, qu'il aime malgré tout profondément.
- Teknocratus : une blatte noire bleuâtre au crâne allongé. Ingénieur en chef de la reine, grand inventeur et savant, il construit tout au long de la série d'innombrables machines, armes et véhicules, à l'efficacité fort variable. Toujours placide et nonchalant, il ne semble pas vraiment se sentir concerné par la guerre contre les Joyces, n'y voyant qu'une occasion d'expérimenter de nouveaux engins. Il s'exprime d'une voix traînante en termes techniques généralement incompréhensibles, ce qui a le don d'énerver considérablement Krabo. Lui et le Grand Artificier manifestent un profond respect l'un pour l'autre, se considérant tous deux comme de brillants savants. Il porte également le titre de Seigneur.
- Crétinus : un coléoptère brun et rondouillard. Homme de main de Krabo, à qui celui-ci confie des missions diverses, il n'est pas particulièrement malin, mais fait toujours de son mieux pour être à la hauteur des tâches qu'on lui attribue.
- Krabouik et Caboche : deux fourmis grises en armure. Respectivement commandant de patrouille et copilote, ils se voient régulièrement chargés de diverses missions dangereuses, et sont toujours désignés pour tester les nouvelles inventions de Teknocratus. Caboche, le plus petit des deux, admire son chef pour son assurance et son sens professionnel.
- Les frères Butor : deux scarabées rhinocéros en armure équipés de hallebardes. Gardes de la cité, brillant par leur incompétence, ils passent le plus clair de leur temps postés devant la porte principale à philosopher entre eux ou à commenter les derniers événements.
- Protokol : un grand hanneton à la carapace dorée. Crieur public et annonceur de la salle du trône, il se permet des commentaires pas toujours flatteurs sur chaque personne qu'il annonce.

## Principales inventions de Teknokratus
- Le Chauffe-Tout : Sorte d'énorme chaudière fonctionnant au bois de fleur, il sert à chauffer et à alimenter la cité en courant électrique et à pomper l'eau qui inonde régulièrement les sous-sols.
- La Boîte Noire : Machine actionnée par le Chauffe-Tout servant à « nettoyer » les Beurks lorsqu'ils ont été aspergés de couleur hilarant grâce à un traitement à base de jus de charbon.
- Les Insektomobiles : Sortes de motos volantes, utilisées principalement pas Krabouik et Caboche.
- Koa : Machine de guerre terrestre et aquatique en forme de grenouille, insensible a la couleur, elle est produite en de nombreux exemplaires et est censée servir au « bousillage » des champs de fleurs joyces. Résistante et pratique tant qu'un joyce plus ou moins bien intentionné ne s'y infiltre pas.
- Koleoptère : Machine de guerre aérienne servant à la récolte du bois de jonquille, il ressemble à un gros dirigeable en forme de coléoptère. Automatique a 70 %, avec à son bord trois escorteurs (soldats beurks équipés de jet-packs), il est généralement piloté par Krabouik et Caboche.
- Katerpilar : Sorte de grosse foreuse creusant des tunnels en sous-sol, elle est équipée d'une boussole afin de pouvoir se diriger sous les champs de fleurs.
- Kui-Kui : Oiseau de métal créé pour attaquer et voler le Grand Prisme. De nombreux tests furent nécessaires à Teknocratus et ses deux pilotes d'essai attitrés avant de pouvoir mettre au point un modèle capable de voler convenablement.
- Kalculator : Gigantesque superordinateur gérant et automatisant toute la cité beurke, très sensible à la couleur. Teknocratus le considère comme son chef-d'œuvre.
- Mékanics : Robots commandés à distance par Kalculator, servant à la récolte de bois de fleur. Ils sont étanches et insensibles a la couleur, et repèrent les fleurs grâce à leur parfum.
- Kreattur : Engin de locomotion terrestre et aérien, il est pourvu de deux pattes et de deux bras équipés de pinces. Il sert généralement de transport pour les missions à l'extérieur et remplit le rôle d'assistant de laboratoire auprès de Teknocratus.
- Canon à jus de charbon : Arme beurke lançant du jus de charbon, principalement destinée à noircir les Joyces. Portable ou monté sur de nombreuses machines, la précision reste dans tous les cas faible.
- Train beurk : Convoi de wagons servant à acheminer du bois de jonquille vers le Chauffe-Tout.
- Désintégrateur de comète : Arme développée en partenariat avec le Grand Artificier et destinée à protéger la planète des comètes et autres météores susceptibles de la heurter.
- Hétilocentrifugeur : Appareil de course utilisé pour se déplacer dans les airs, semblable à une hélice d'avion. Piloté par Krabouik, il est particulièrement difficile à démarrer.
- Kangourou : Appareil de course utilisé pour bondir sur le sol, il est également piloté par Krabouik.

## Fiche technique
- Réalisation : Georges Lacroix et Renato
- Script : Eric Rondeaux, Véronique Herbaut et Marc Perrier
- Production : Fantôme, Georges Lacroix et Renato
- Musique : Jacques Davidovici

## Distribution
- Daniel Lafourcade : Fulgor/Krabo
- Rafaèle Moutier : Aëlia
- Alexandre Gillet : Prince Acylius
- Christian Alers : Grand Artificier/Protokol
- Pierre Baton : Krabouik/Tecnokratus
- Lucienne Troka : Bakrakra
- Jean-Claude Sachot : Kretinus/Général Lukanus/les frères Butor
- Marcel Guido : Eurêkas

## Épisodes

### Première saison (1994-1995)
1. La guitare à Kouleurs
2. Des fleurs pour BaKraKra
3. Koa la grenouille
4. Au feu les jonKilles
5. EsKapade
6. Planète Karbone
7. Koléoptère
8. Katerpilar
9. Troglodyte RoKK
10. Les detraKeurs du ciel
11. La nuit EleKtriK
12. Le pont de la Konkorde
13. Les SeKrets du Grand Artificier

### Deuxième saison (1995)
1. Grosse Kolere
2. Koup de Kafard
3. Kui-Kui
4. Le Kadeau
5. La Kourse
6. KataKlysme
7. SuKsession
8. Koupable
9. Kontagion
10. ReKolte
11. KalKulator
12. SpeKtre
13. KataKombes

Hors Série: Pas de Kadeaux Pour Noël

## Commentaires
La série est l'une des premières du genre à être entièrement réalisée en 3D et la qualité de ses images de synthèse lui ont valu d'être distinguée dans de nombreuses manifestations telles que le SIGGRAPH, Digimedia, Imagina et bien d'autres, lui assurant un succès international.

## Récompenses
- International Emmy Award 1994 : Meilleur programme pour la jeunesse
- Imagina 1994 : Premier prix dans la catégorie « Animation 3D »
- New York Film Festival 1994 : Médaille de bronze dans la catégorie « Programme court d'animation »